# Audioschuh
Ein Audioschuh ist in der Hörgerätetechnik eine Aufsteck- und Verbindungsvorrichtung, mit der an ein Hinter-dem-Ohr-Hörgerät (HdO-Gerät) externe Audio-Geräte angeschlossen oder zusätzliche Gerätefunktionen zugefügt werden können.
Audioschuhe befinden sich am unteren Ende der bananenförmigen Gehäuse von HdO-Geräten, sofern das betreffende Gerät für diese Steckverbindung vorgesehen ist. Entsprechend den Gerätemaßen haben Audioschuhe eine Größe im Bereich von etwa 15 mm × 20 mm × 25 mm. Um an dem gerundeten unteren Ende des Hörgerätegehäuses eine sichere Befestigung zu erreichen, haben Audioschuhe einen hochgezogenen Rand ähnlich einem Stiefelschaft. Dies greift auch die englische Bezeichnung audio boot auf.
Die ersten Audioschuhe waren reine Kabelsteckverbindungen für Zusatzmikrofone und wurden in dieser Funktion manchmal als „direkter Audioeingang“ bezeichnet. In neueren Ausführungen dienen die Audioschuhe nicht mehr als Kabelverbindung, sie sind vielmehr für in sich abgeschlossen hochgradig miniaturisierte Geräte angelegt, z. B. für Empfänger von Funksignalen aus FM-Höranlagen und zusätzliche aktive Gerätefunktionen am Hörgerät.
Neben standardisierten Typen gibt es teils je nach Hersteller ein umfangreiches Sortiment individuell spezialisierter Ansteckadapter für jeweils einen bestimmten Hörgerätetyp mit Audioschuh.